# Кёхер, Карел
Карел Франтишек Кёхер (Кэхэр, Кочер, чеш. Karel Köcher; род. 21 сентября 1934, Братислава, Чехословакия) — бывший разведчик-нелегал ЧССР (псевдоним «Рино»).

## Биография
Родился в чешско-еврейской семье отставного кадрового офицера. Рос и учился в гимназии в Праге. В 1949 году подвергся аресту как член подпольной антикоммунистической группы, но вскоре был освобождён по возрасту.
В 1958 году окончил физико-математический факультет Карлова университета в Праге. Одновременно посещал занятия на факультете кино столичной Академии музыкальных искусств.
После университета некоторое время работал учителем, затем писал сатирические программы для Чехословацкого радио, откуда был уволен за антиправительственную критику, после чего смог устроиться работать лишь ночным сторожем.
Посредством личного знакомства сумел заинтересовать собой чехословацкую внешнюю разведку для разведработы за рубежом. В 1965 году прошёл курс спецподготовки и вместе с женой Ганой был направлен в США через Австрию в качестве разведчика-нелегала Первого управления Службы национальной безопасности МВД ЧССР для сбора политинформации и с целью проникновения в ЦРУ.
В 1969 году окончил Колумбийский университет в Нью-Йорке, где изучал философию и политические науки, учился в Русском институте при университете, специализировался по проблемам коммунизма и политики Советского Союза, в 1970 году получил учёную степень доктора философии в том же университете. Его научным руководителем был профессор Збигнев Бжезинский. Во время учёбы работал консультантом на радио «Свободная Европа». Занимался научной деятельностью на кафедре Вагнер-колледжа и в руководимом Бжезинским Институте изучения коммунизма. 
В 1971 году получил гражданство США. С 1972 года работал вначале по контракту, затем штатным консультантом в отделе Советского Союза и стран Восточной Европы (СВЕ) Оперативного директората ЦРУ.
В декабре 1984 года был арестован ФБР по обвинению в шпионаже. Уверен, что его «сдал» американцам генерал КГБ Олег Калугин (есть и другие подтверждения этой версии).
Вместе с супругой провёл в заключении 14 месяцев. 11 февраля 1986 года освобождён, лишен американского гражданства и обменян в Берлине на Глиникском мосту на нескольких человек, включая советского диссидента Анатолия Щаранского.
Вернувшись с женой в Прагу, Кёхер стал научным сотрудником в Институте прогнозирования АН ЧССР.
С 1990 года на пенсии.